# X265
x265 est une bibliothèque logicielle libre sous licence GPLv2 de compression du standard de codec vidéo H.265/HEVC commencée en mars 2013.
Elle est programmée en C++ avec des optimisations en assembleur, elle réutilise les fonctions de contrôle de débit, de prédiction de macroblock tree, b-pyramide et de quantification adaptative de x264.
x265 a été jugé en 2015 meilleur encodeur HEVC global par la section vidéo de l'université d'État de Moscou.
Il comprend des optimisations pour les SIMD SSE3.